# اکسل‌رادماهی
اکسل‌رادماهی(نام علمی: Axelrodicthys araripensis) نام یک گونه از تیره ماوسونیایان است.